# کرنلیو بابا
کرنلیو بابا (به رومانیایی: Corneliu Baba)، (زاده ۱۸ نوامبر ۱۹۰۶ - درگذشته ۲۸ دسامبر ۱۹۹۷) نقاش، صورتگر، و تصویرگر کتاب اهل رومانی بود.
او در ۱۸ نوامبر ۱۹۰۶ متولد گردید و در ۲۸ دسامبر ۱۹۹۷ چشم از جهان فرو بست. او نقاشی را نزد پدرش و نیز به صورت آکادمیک در دانشکده هنرهای زیبا بخارست آموزش دید، اما هیچوقت مدرکی در این زمینه دریافت نکرد. او اولین نمایشگاه عمومی خود را در سال ۱۹۳۴ برگزار کرد.